# Igor Goularte
Igor Leandro Goularte do Nascimento, meglio noto come Igor Goularte o Igor Leandro (Rio de Janeiro, 8 luglio 1996), è un calciatore brasiliano, attaccante del Sampaio Corrêa-RJ.

## Caratteristiche tecniche
È un centravanti.

## Carriera
Ha esordito nel Brasileirão l'11 ottobre 2019 disputando con l'Avaí l'incontro pareggiato 0-0 contro il Vasco da Gama.